# NGC 5001
NGC 5001 est une vaste galaxie spirale barrée relativement éloignée et située dans la constellation de la Grande Ourse. Sa vitesse par rapport au fond diffus cosmologique est de 9 243 ± 11 km/s, ce qui correspond à une distance de Hubble de 136,6 ± 9,5 Mpc (∼446 millions d'al). NGC 5001 a été découverte par l'astronome britannique John Herschel en 1831.
NGC 5001 est une galaxie très lumineuse dans l'infrarouge (VLIRG). Selon la base de données Simbad, NGC 5001 est une radiogalaxie.